# Estadio Rodrigo Paz Delgado
Estadio Rodrigo Paz Delgado (bijnaam: La Casa Blanca en La Maravilla de Ponceano) is een stadion in Cotocollao, Quito met een capaciteit van ongeveer 55.400 toeschouwers. 
Het werd gebouwd van 1994 tot 1997. Op 6 maart 1997 werd het stadion geopend. De architect van het stadion was Ricardo Mórtola.